# Caterpillar D11
Caterpillar D11 é um  trator de esteira fabricado pela Caterpillar Inc., usado principalmente na mineração.

## História

### D11N
O D11N foi introduzido em fevereiro de 1986, para substituir o Caterpillar D10, com algumas grandes melhorias, como esteiras mais largas (21 in (0,533 m)) e lâmina maior. A maior dimensão da lâmina aumentou a capacidade para 1 200 ft³ (34,0 m³). O peso do D11Ns é de 204 517 lb (92 800 kg) e é movido por um motor a diesel 3508 V-8 de 770 hp (574 kW), com 2 105 in³ (34,5 l).
As melhorias feitas no D11Ns o tornaram mais de 10% mais produtiva do que seu antecessor. Em 1987, um ripper hidráulico de impacto foi adicionado ao D11N, aumentando o peso para 225 950 lb (102 000 kg).[carece de fontes?]

### D11R & D11R Carrydozer
O D11R e D11R Carrydozer foram introduzidos em Las Vegas na MINExpo International 1996. Ambos têm potência de 770 hp (574 kW), que foi aumentada para 850 hp (634 kW) em 1997. Outras melhorias feitas no D11R foram os controlos tácteis, embreagem eletrônica e freios. O controle "ponta dos dedos" (FTC) permitiu que o D11R pudesse ser operado com um único comando joystick no lado esquerdo. O D11R agora pesava 230 935 lb (105 000 kg). A versão "Carrydozer" possui uma lâmina com uma curvatura que permite um deslocamento de 57 yd (52,1 m). O "Carrydozer" teve a estrutura reforçada consideravelmente devido ao peso extra e com a lâmina bem maior. O D11Rs recebeu um novo motor diesel Caterpillar 3508B EUI, com controles eletrônicos. O peso dessa versão do "Carrydozer" é de pouco mais de 248 600 lb (113 000 kg). Até o ano 2000, mais de 3 000 D11s tinham sido produzidos em sua planta em East Peoria.

### D11T E D11T CD
O D11T e D11T CD são movidos pela CAT motor C32 com tecnologia ACERT. Outra diferença entre o D11R e o D11T é os controles dentro da cabine do operador. Várias alavancas foram transformadas em interruptores eletrônicos, e vários controles foram movidos para uma maior visibilidade. Outra diferença é que o D11T tem a sua exaustão silenciosos, movido de volta para mais perto da frente da cabine, como o D10T. Eles estão mais altos do que os do D11N/D11R.
, s.

### Aplicações
D11s são utilizados principalmente para a movimentação de grandes quantidades de material (cascalho, rocha, agregação do solo, etc.)a curtas distâncias relativamente em locais fechados. Por exemplo, eles são frequentemente utilizados em pedreiras. O D11 é mais comumente encontrado em uso em grande escala, na silvicultura, mineração e pedreiras.

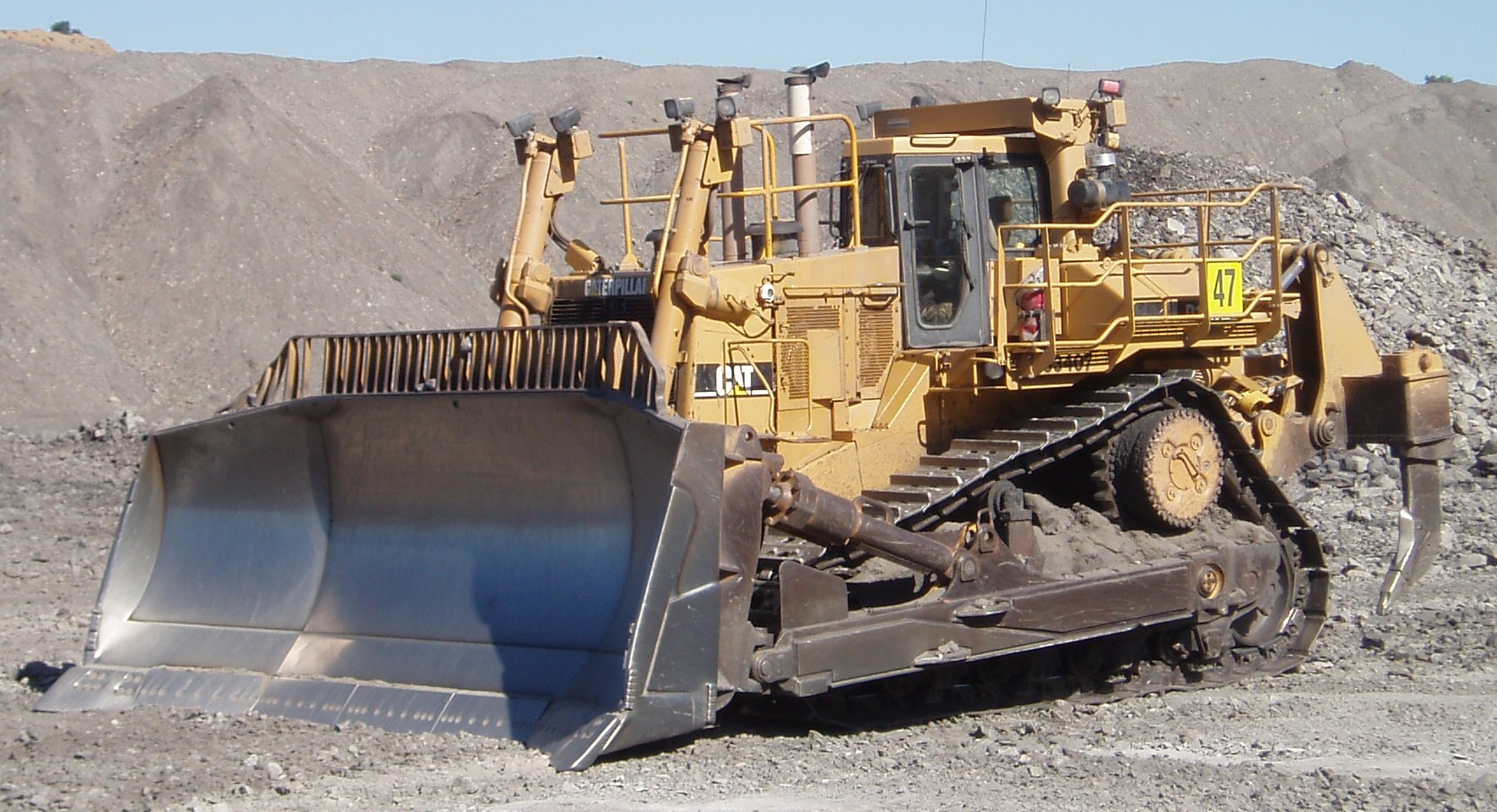
Frente de quartas-de-vista
Vista LateralVista Lateral
Traseira de quartas-de-VistaTraseira de quartas-de-Vista